# Joan Raventós i Pujadó
Joan Raventós i Pujadó (Sant Martí Sarroca, Alt Penedès, 23 d'agost 1950) és un polític català, diputat al Parlament de Catalunya en la V, VII i VIII legislatures.

## Biografia
Va cursar estudis de batxillerat superior a l'Institut Eugeni d'Ors de Vilafranca del Penedès. Ha estat responsable del departament comercial de l'empresa concessionària de Motor Ibèrica a les comarques de l'Alt Penedès, el Garraf i el Baix Penedès. És soci fundador dels setmanaris El 3 de Vuit i L'hora del Garraf.
Ha treballat al Departament de Política Territorial i Obres Públiques (1986) i a la Direcció General d'Afers Interdepartamentals (1988), adscrita al Departament de la Presidència, on es va ocupar de la dinamització i el seguiment de la implantació dels consells comarcals. Ha estat delegat territorial del Govern de la Generalitat de Catalunya a Barcelona (1990-1995), en va exercir la direcció general d'administració local, també ha estat director de la Secretaria del Govern de la Generalitat (2000), del Departament de la Presidència.
Militant de Convergència Democràtica de Catalunya (CDC) des 1977, n'és membre del Consell Nacional des del 1980 i membre del Comitè Executiu Nacional des del 1995. Actualment és president de la nova Federació de la Catalunya Central. Ha estat regidor de l'Ajuntament de Vilafranca del Penedès (1983-1995), diputat de la Diputació de Barcelona (1987-1990), president del Consell Comarcal de l'Alt Penedès fins al 1991 i diputat a les eleccions al Parlament de Catalunya de 1995, 2003 i 2006.